# Эвкалипт железнодревесный
Эвкалипт железнодревесный (лат. Eucalyptus sideroxylon) — вечнозелёное дерево, вид рода Эвкалипт (Eucalyptus) семейства Миртовые (Myrtaceae).

## Распространение и экология
В природе ареал охватывает юго-восточную и восточную часть Австралии — штаты Новый Южный Уэльс и Квинсленд. Поднимается в горы на высоту от 200 до 600 м над уровнем моря. Растёт на бедных глинистых, песчаных и каменистых почвах.
Засухо- и жароустойчив. На побережье Кавказа одно-двухлетние растения отмерзают до корня в зимы с кратковременными понижениями температуры до −7 °C. Взрослые деревья более зимостойки, при понижении температуры до −10… −9 °C у них повреждается одно-двухлетний прирост, а у некоторых отмерзает вся крона и ствол на разную высоту. Кратковременные морозы в 12—11 °C повреждают растения до корня.

## Ботаническое описание
Дерево высотой от 18—24 до 45 м.
Кора твёрдая, толстая, глубоко бороздчатая, тёмная и насыщенная выделением кино.
Молодые листья супротивные, в количестве нескольких пар, короткочерешковые, от линейных до широко продолговатых, длиной 4—8 см, шириной 0,5—1,5 см, светло-сизые. Промежуточные листья очерёдные, черешковые, ланцетные, длиной до 11 см, шириной 3 см, светло-сизые. Взрослые — очерёдные, черешковые, ланцетные, длиной 6—11 см, шириной 1—2 см, бледно-сизые.
Зонтики пазушные, 3—7-цветковые, сидящие на пониклой, почти цилиндрической ножке длиной 1—2 см; бутоны на ножках, поникающие, яйцевидные, заострённые, длиной 12—15 мм, диаметром 7—10 мм; крышечка коническая, короче трубки цветоложа; нити тычинок кремово-белые или розовые; пыльники сросшиеся, обычно косо соединены с нитями, клиновидно-усечённые, открываются верхушечными щелями.
Плоды на ножках, яйцевидные, шаровидные или кубарчатые, длиной 8—10 мм, диаметром 8—9 мм в диаметре; диск тонкий и плоский или скошенный внутрь; створки глубоко вдавлены.
На родине цветёт в мае — феврале; на Черноморском побережье Кавказа — в октябре — апреле, отдельные деревья в мае — июне.

## Значение и применение
Древесина красная, плотная, прочная и очень тяжёлая. Используется на шпалы, столбы и другие строительные изделия.
В листьях содержится эфирное эвкалиптовое масло, состоящее из цинеола (60 %), пинена и сесквитерпенов.

## Классификация

### Представители
В рамках вида выделяют несколько подвидов и разновидностей:
Подвиды
- Eucalyptus sideroxylon subsp. sideroxylon
- Eucalyptus sideroxylon subsp. tricarpa L.A.S.Johnson

Разновидности
- Eucalyptus sideroxylon var. minor (Benth.) Maiden
- Eucalyptus sideroxylon var. pallens (Benth.) Rehder
- Eucalyptus sideroxylon var. rosea Guilf. nom. illeg. nom. superfl.
- Eucalyptus sideroxylon var. rosea Rehder
- Eucalyptus sideroxylon var. sideroxylon

### Таксономия
Вид Эвкалипт железнодревесный входит в род Эвкалипт (Eucalyptus) подсемейства Миртовые (Myrtoideae) семейства Миртовые (Myrtaceae) порядка Миртоцветные (Myrtales).
|  |                                      |  |                                                             |                                                             |                    |  | ещё 13 семейств (согласно Системе APG II) | ещё 13 семейств (согласно Системе APG II)    |                                              |  |  |  | ещё 130 родов       | ещё 130 родов                 |  |  |
|  |                                      |  |                                                             |                                                             |                    |  | ещё 13 семейств (согласно Системе APG II) | ещё 13 семейств (согласно Системе APG II)    |                                              |  |  |  | ещё 130 родов       | ещё 130 родов                 |  |  |
|  |                                      |  |                                                             | порядок Миртоцветные                                        |                    |  |                                           |                                              | подсемейство Миртовые                        |  |  |  |                     | вид Эвкалипт железнодревесный |  |  |
|  |                                      |  |                                                             | порядок Миртоцветные                                        |                    |  |                                           |                                              | подсемейство Миртовые                        |  |  |  |                     | вид Эвкалипт железнодревесный |  |  |
|  | отдел Цветковые, или Покрытосеменные |  |                                                             |                                                             | семейство Миртовые |  |                                           |                                              | род Эвкалипт                                 |  |  |  |                     |                               |  |  |
|  | отдел Цветковые, или Покрытосеменные |  |                                                             |                                                             |                    |  |                                           |                                              |                                              |  |  |  |                     |                               |  |  |
|  |                                      |  | ещё 44 порядка цветковых растений (согласно Системе APG II) | ещё 44 порядка цветковых растений (согласно Системе APG II) |                    |  |                                           | ещё 1 подсемейство (согласно Системе APG II) | ещё 1 подсемейство (согласно Системе APG II) |  |  |  | ещё более 700 видов |                               |  |  |
|  |                                      |  |                                                             | ещё 44 порядка цветковых растений (согласно Системе APG II) |                    |  |                                           |                                              | ещё 1 подсемейство (согласно Системе APG II) |  |  |  |                     |                               |  |  |